# 정막선
정막선(鄭莫先, 1931년 12월 28일 ~ )는 대한민국 제6대 경상남도의원이었다.

## 학력
- 진주여자중학교 졸업
- 진주사범학교 졸업
- 이화여자대학교 사범대학 교육학과 학사 졸업

## 경력
- 배꽃 유아원장
- 전직 교사 10년
- 학원 경영
- 민주당 중앙위원
- 민주당 경남도당 산청군·함양군 지구당 부위원장
- 새정치국민회의 경남도당 산청군·함양군 지구당 위원장
- 새정치국민회의 경남도당 여성특별위원회 위원장
- 새정치국민회의 중앙당 여성특별위원회 부위원장
- 1998.07 ~ 2001.07 제6대 경상남도의회 의원
- 1998.07 ~ 2000.07 제6대 경상남도의회 전반기 교육사회위원회 의원
- 1998.07 ~ 2000.07 제6대 경상남도의회 전반기 예산결산특별위원회 위원
- 2000.07 ~ 2001.07 제6대 경상남도의회 후반기 교육사회위원회 의원
- 2000.07 ~ 2001.07 제6대 경상남도의회 후반기 예산결산특별위원회 위원
- 열린우리당 전국노인위원회 위원
- 민주당 경남도당 여성고문
- 평화통일정책 자문위원
- (사)대한노인회 중앙자문위원

## 역대 선거 결과
|  | 13.8% |

|  | 24.64% |

|  | 4.30% |

|  | 8.4% |

|  | 8.43% |

|  | 17.26% |

|  | 0.97% |